# Триттлен-Редлаш
Триттле́н-Редла́ш (фр. Tritteling-Redlach) — коммуна во французском департаменте Мозель региона Лотарингия. Относится к кантону Фолькемон.	

## География
Триттлен-Редлаш расположен в 33 км к востоку от Меца. Соседние коммуны: Лодрефан на востоке, Тетен-сюр-Нье на юго-востоке, Понпьер и Фолькемон на юге, Флетранж и Креанж на юго-западе, От-Виньёль на северо-западе.

## История
- Коммуна бывшего герцогства Лотарингия.
- До 1999 года называлась Триттлен.

## Демография
По переписи 2008 года в коммуне проживало 488 человек.	

## Достопримечательности
- Церковь Сен-Мартен 1728 года, хоры XVII века.